# Tichina Arnold
Tichina Rolanda Arnold (New York, 28 giugno 1969) è un'attrice statunitense, meglio conosciuta per il suo ruolo di Pamela James nel telefilm statunitense Martin e per il ruolo di madre autoritaria, Rochelle, nella sit-com Tutti odiano Chris. L'attrice ha anche il ruolo di Nicole Barnes nella serie tv americana One on One.
Altre sue partecipazioni televisive includono Listen Up, Soul Food, The Norm Show, Pacific Blue, The Jamie Foxx Show, All My Children, Law & Order, The Cosby Show and Ryan's Hope.
Arnold ha una figlia, Alijah Kai, dal marito Carvin Haggins.

## Filmografia

### Film
- The Brass Ring, regia di Bob Balaban (1983) - Film TV
- House of Dies Drear, regia di Allan A. Goldstein (1984) - Film TV
- La piccola bottega degli orrori (Little Shop of Horrors), regia di Frank Oz (1986)
- Starlight: A Musical Movie, regia di Orin Wechsberg (1988)
- Commissione d'esame (How I Got into College), regia di Savage Steve Holland (1989)
- Storie di amori e infedeltà (Scenes from a Mall), regia di Paul Mazursky (1991)
- Fakin' da Funk, regia di Timothy A. Chey (1997)
- Quando il ramo si spezza 2, regia di Howard McCain (1998) - Film TV
- A Luv Tale, regia di Sidra Smith (1999)
- Dancing in September, regia di Reggie Rock Bythewood (2000)
- Big Mama, regia di Raja Gosnell (2000)
- Civil Brand, regia di Neema Barnette (2002)
- Yo Alien, regia di Foster V. Corder (2002)
- On the One, regia di Charles Randolph-Wright (2005)
- Getting Played, regia di David Silberg (2006) - Film TV
- Svalvolati on the road (Wild Hog), regia di Walt Becker (2007)
- Drillbit Taylor - Bodyguard in saldo (Drillbit Taylor), regia di Steven Brill (2008)
- The Lena Baker Story, regia di Ralph Wilcox (2008)
- Dance Flick, regia di Damien Dante Wayans (2009)
- The Last Black Man in San Francisco, regia di Joe Talbot (2019)
- Sognando il ring (The Main Event), regia di Jay Karas (2020)
- Clover, regia di Jon Abrahams (2020)

### Serie televisive
- I Ryan (Ryan's Hope) - serial TV, 2 puntate (1987-1989)
- I Robinson (The Cosby Show) - serie TV, episodio 5x21 (1989)
- Law & Order - I due volti della giustizia (Law & Order) - serie TV, episodio 2x11 (1990)
- La valle dei pini (All My Children) - serial TV, 2 puntate (1989-1991)
- Martin - serie TV, 132 episodi (1992-1997)
- The Jamie Foxx Show - serie TV, episodio 2x11 (1998)
- Pacific Blue - serie TV, episodi 5x11 (1999)
- The Norm Show - serie TV, episodio 2x11 (1999)
- Soul Food - serie TV, episodio 3x03 (2002)
- Listen Up! - serie TV, episodio 1x09 (2004)
- One on One - serie TV, 15 episodi (2001-2005)
- Tutti odiano Chris (Emerybody Hates Chris) - serie TV, 88 episodi (2005-2009)
- The Boondocks - serie TV, episodio 2x06 (2007)
- Sherry - serie TV, episodio 1x01 (2009)
- Brothers - serie TV, episodi 1x05-1x06-1x11 (2009)
- Let's Stay Together  - serie TV, episodio 1x05 (2009)
- Aiutami Hope! (Raising Hope) - serie TV, episodio 1x12 (2011)
- Happily Divorced - serie TV (2011-2013)
- The Neighborhood - serie TV (2018-in corso)

## Premi e riconoscimenti
- BET Awards
  - 2006, Best Actress: (Nominata)
  - 2007, Best Actress: (Nominata)

- Daytime Emmy Awards
  - 1988, Outstanding Ingenue in a Drama Series: I Ryan (Nominata)

- Image Awards
  - 1996, Outstanding Supporting Actress in a Comedy Series: Martin (Vincitrice)
  - 2006, Outstanding Actress in a Comedy Series: Tutti odiano Chris (Vincitrice)
  - 2007, Outstanding Actress in a Comedy Series: Tutti odiano Chris (Nominata)

- Soap Opera Digest Awards
  - 1989, Outstanding Female Newcomer- Daytime: I Ryan (Nominata)

## Doppiatrici italiane
Nelle versioni in italiano delle opere in cui ha recitato, Tichina Arnold è stata doppiata da:
- Cristiana Lionello in Sognando il ring, The Neighborhood
- Anna Cesareni in Tutti odiano Chris
- Barbara Castracane in Svalvolati on the road
- Patrizia Scianca in Happily Divorced
- Cinzia De Carolis in Countdown